# Kloster Konradsdorf

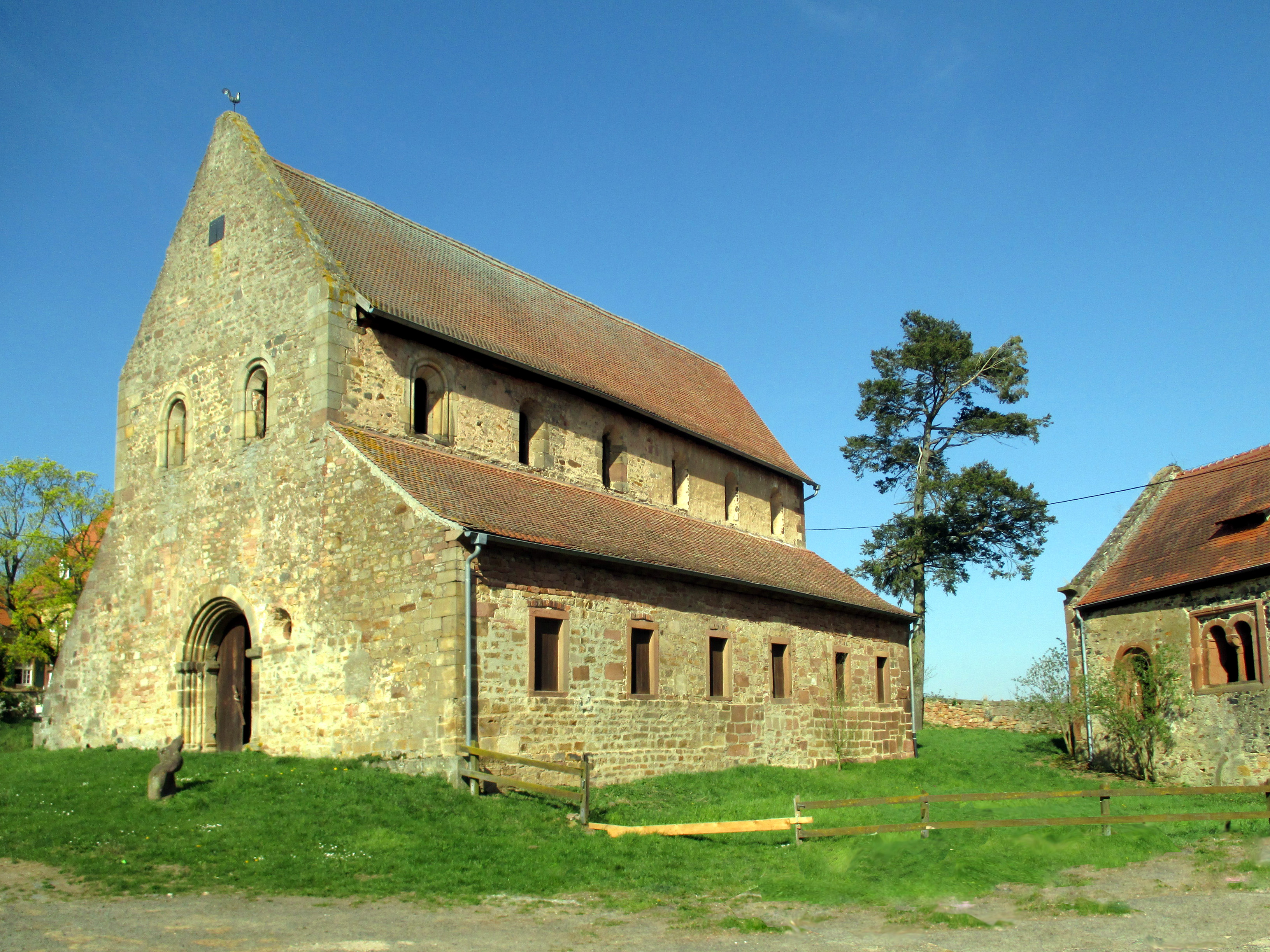
Klosterkirche und Propstei

Das Kloster Konradsdorf bei Ortenberg in der Wetterau (Hessen) ist ein ehemaliges Chorfrauenstift der Prämonstratenserinnen. Es wurde Ende des 12. Jahrhunderts an der Stelle einer vorangegangenen Burg und einer Saalkirche als Frauenkloster errichtet.

## Geografische Lage

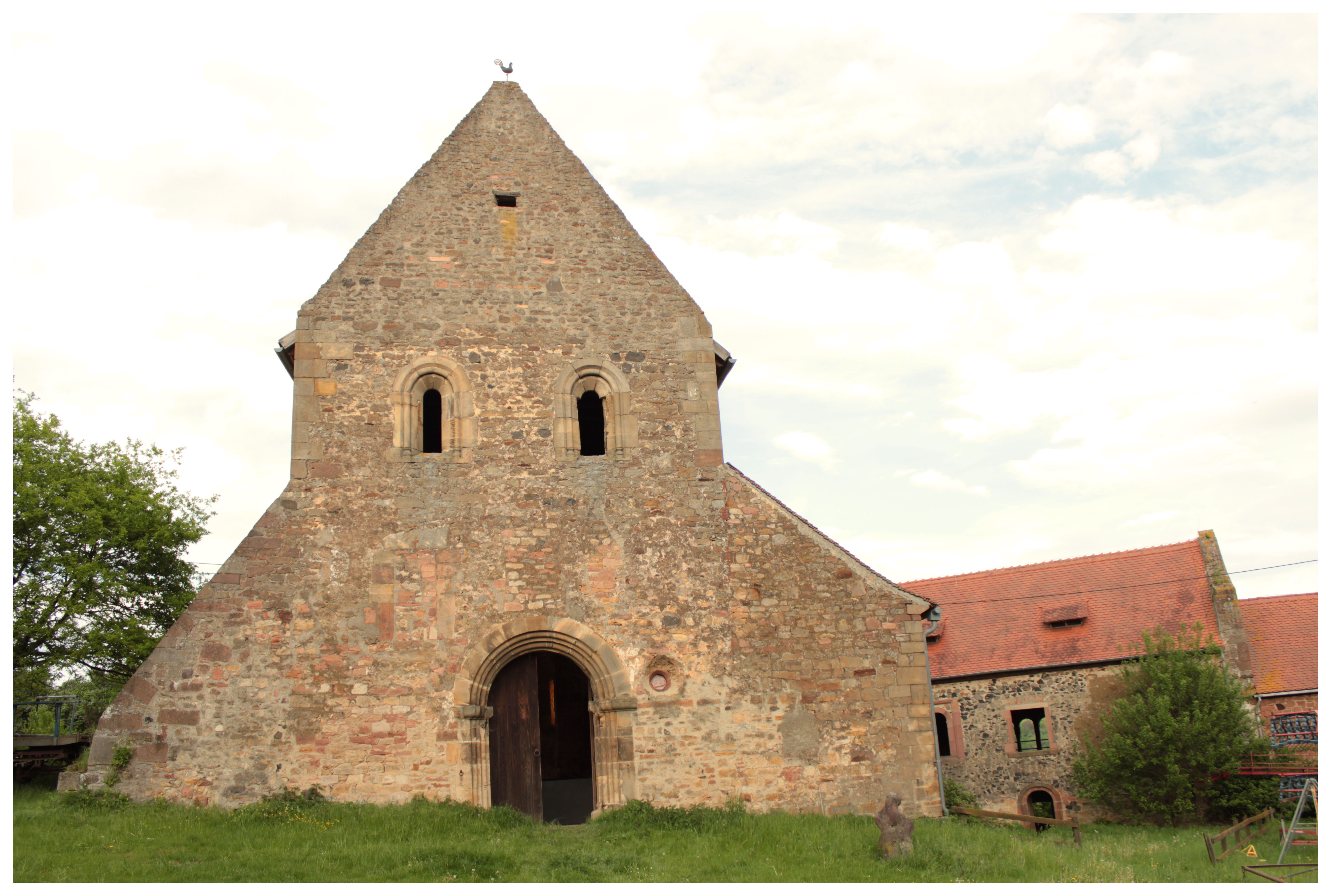
Klosterkirche Konradsdorf

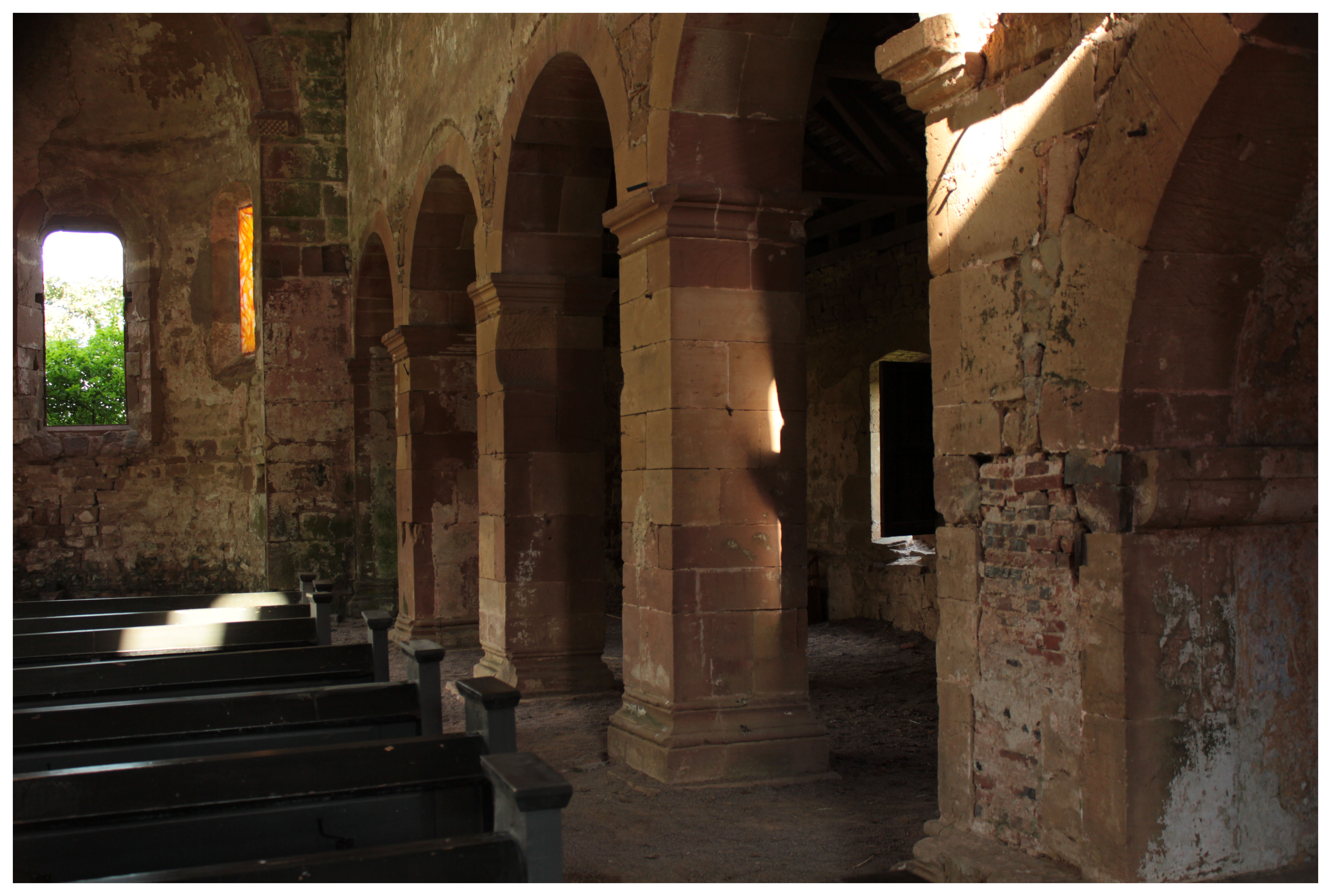
Klosterkirche, Innenansicht

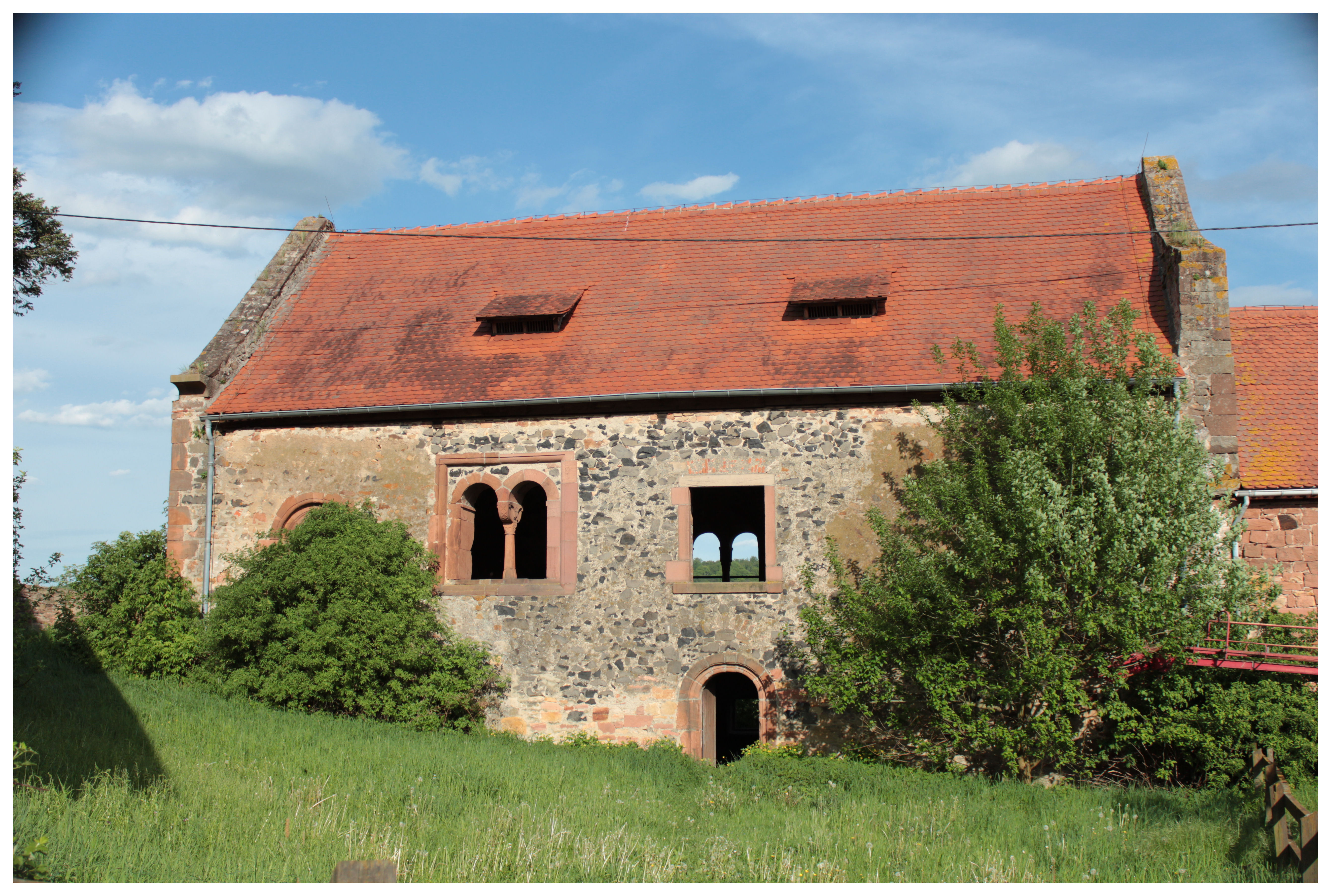
Kloster Konradsdorf, „Nonnenhaus“ (ehem. Propstei)

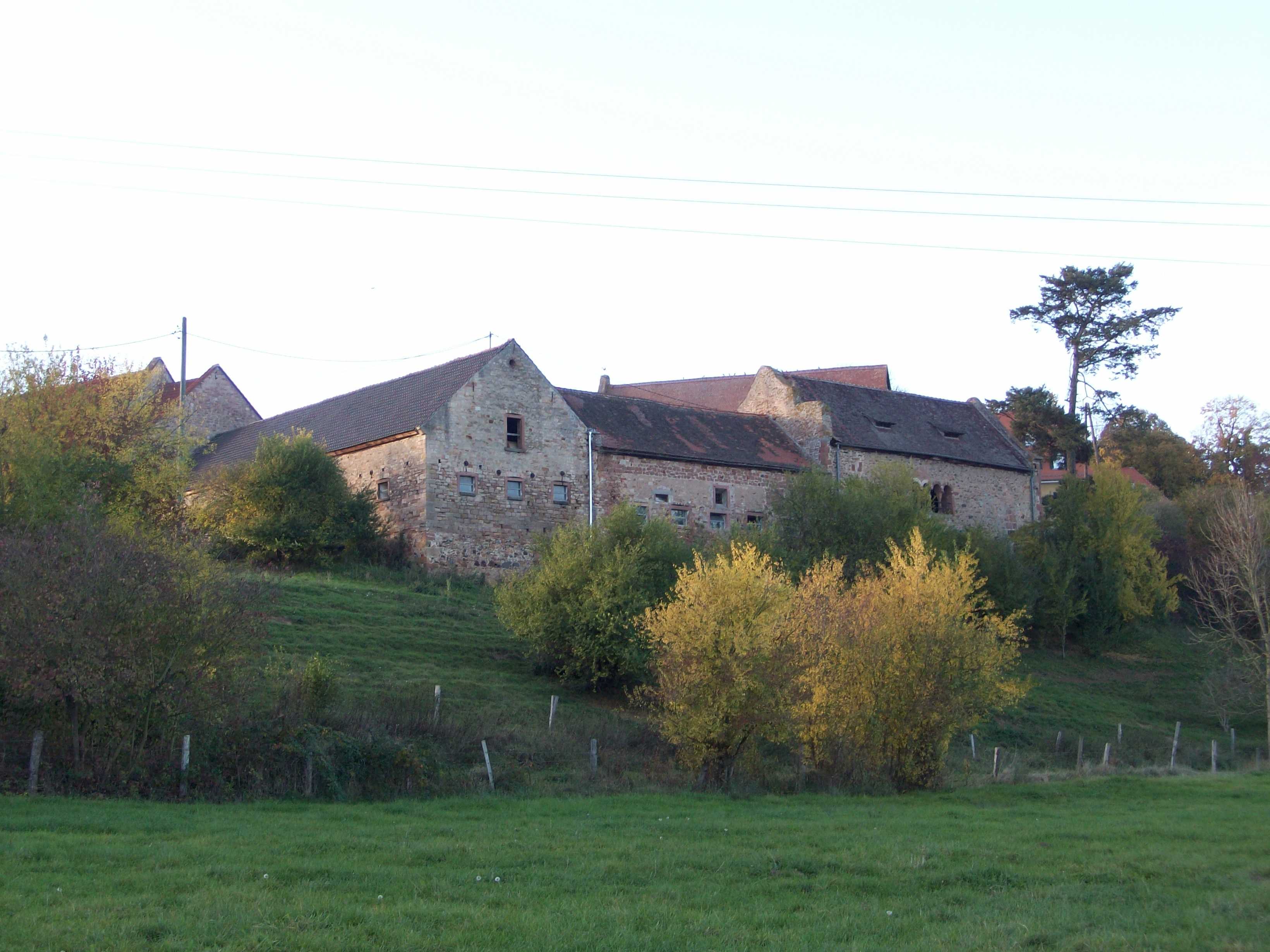
Die Ostseite der Anlage heute (das Propsteigebäude ganz rechts)

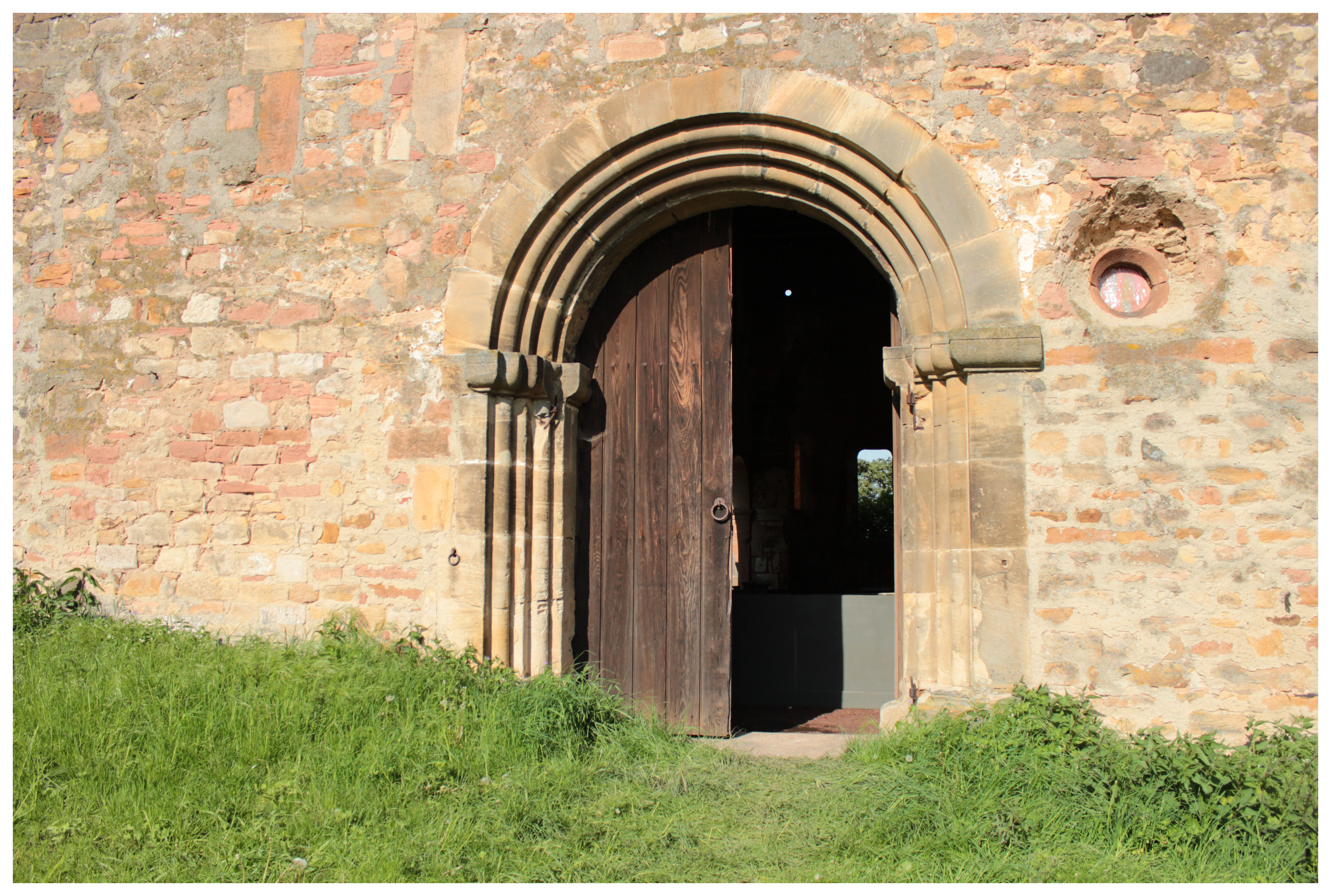
Kloster Konradsdorf, Eingangsbereich

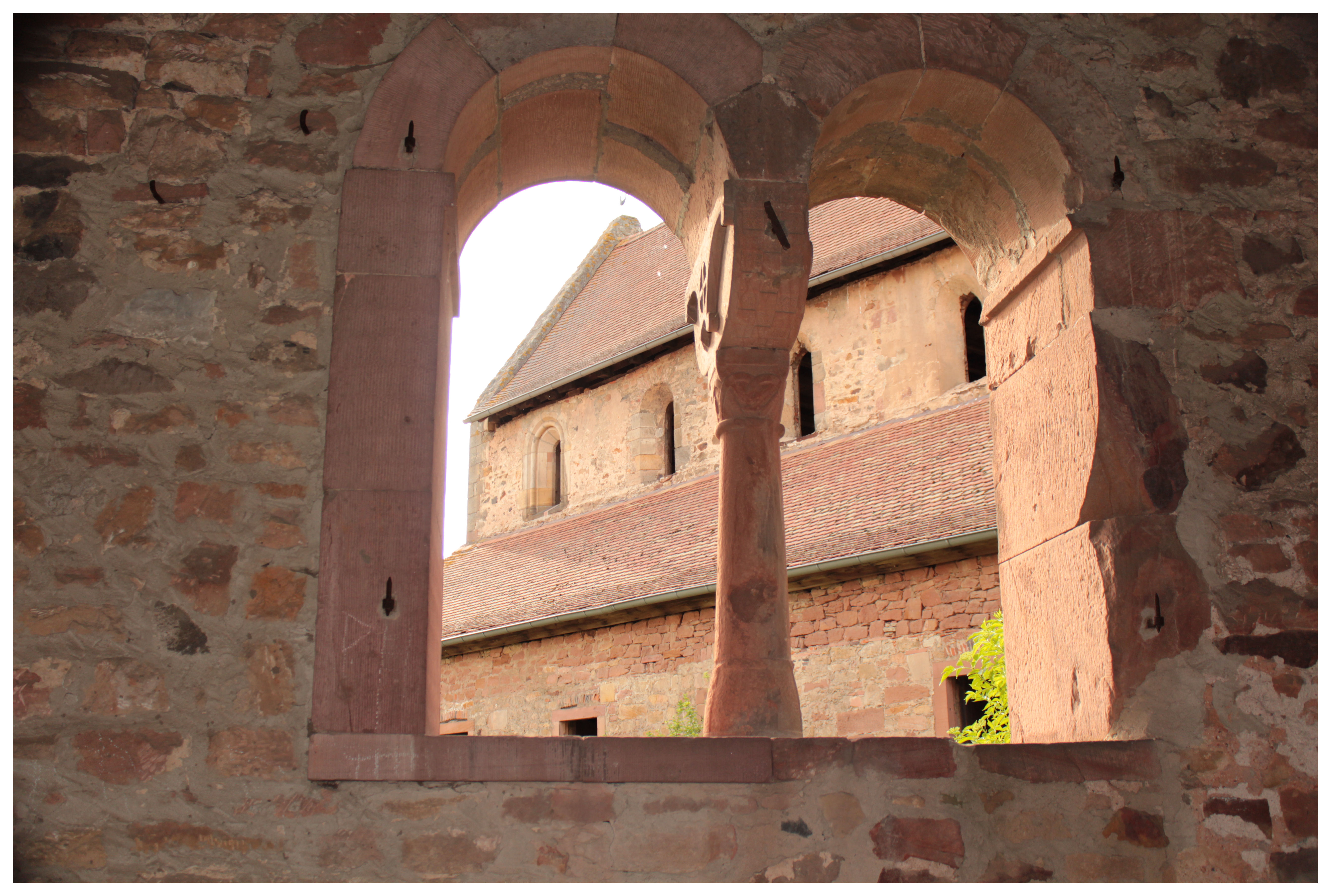
Konradsdorf, Blick vom „Nonnenhaus“ zur Klosterkirche

Die Reste des Klosters liegen in Konradsdorf südwestlich von Ortenberg im Wetteraukreis in einer Höhe von 150 m über NN, weithin sichtbar, auf einem leichten Südosthang oberhalb des Flusses Nidder. Zu finden sind sie innerhalb der ummauerten „Hessischen Staatsdomäne Konradsdorf“, an der Bundesstraße 275/457 zwischen Ranstadt und dem Ortenberger Ortsteil Selters. Kloster Konradsdorf liegt an der Bonifatius-Route, dem seit 2004 bestehenden 175 km langen Pilger- und Wanderweg auf den Spuren des Trauerzuges, der im Jahre 754 den Leichnam des Bonifatius von Mainz zu seiner letzten Ruhestätte in Fulda brachte.

## Klosterzeit

### Gründung
Die älteste erhaltene Erwähnung des Klosters stammt von Ende Juni 1191. Sie findet sich in einer Urkunde des Erzbischofs Konrad I. von Mainz.
Bis in die 1990er Jahre war Kenntnisstand, dass Gerlach I. von Büdingen hier um oder bald nach 1147 eine spätestens um das Jahr 1000 erbaute kleine salische Turmburg in ein Doppelkloster der Prämonstratenser umgewandelt, als Tochterkloster des Klosters Selbold in Langenselbold gestiftet habe und dass von dieser Stiftung ab etwa 1270 nur noch das Nonnenkloster bestand.
Diese Annahme wurde jedoch nach 1994–1996 vorgenommenen archäologischen Ausgrabungen und daraus folgenden Analysen der Baugeschichte und schriftlichen Quellen revidiert. Die archäologischen Grabungen unterstützte die Deutsche Stiftung Denkmalschutz. Gerlach verschwand zur Zeit des Zweiten Kreuzzugs 1147–1149 aus den Urkunden. In der zweiten Hälfte des 12. Jahrhunderts erbauten dann seine Erben in der Umgebung von Konradsdorf neue Burgen. Erst damit wurde die alte Burg in Konradsdorf überflüssig. Die archäologischen Grabungen zeigten, dass das Kloster erst um 1190 entstand: Unter den Klosterbauten fanden sich Reste der Vorgängerbauten, darunter auch eine zuvor unbekannte Vorgängerkirche aus der Zeit um 1000, sowie deutliche Beweise einer späteren Umbauphase. Die Mauern und Fundamente der Vorgängerbauten wurden für die Klostergebäude erneut benutzt, was zu teilweise recht eigenwilligen Konstruktionen führte und auch den Grundriss des Nordschiffes der Basilika verzerrte. Konstruktion und Baumaterialien sind uneinheitlich, und nur in den weithin sichtbaren Bereichen der Kirche – Fassade, Obergaden der Südseite und Chor – wurde sorgfältig gebaut. Daraus ist zu schließen, dass die Arbeiten entweder in großer Eile durchgeführt wurden und/oder dass es an Ressourcen fehlte. Das Patrozinium der Kirche lag bei Maria.
Das Kloster wurde somit erst unter Gerlachs Sohn Hartmann als Hauskloster und Grablege seiner Familie eingerichtet. Die Kirche war 1190/91 vollendet und wurde mitsamt dem Kloster umgehend Erzbischof Konrad von Mainz übergeben. Diese Schenkung stand wahrscheinlich in direktem Zusammenhang mit reichspolitischen Ereignissen: Erzbischof Konrad war 1165 durch Kaiser Friedrich Barbarossa wegen seiner Parteinahme für Papst Alexander III. abgesetzt und durch Erzbischof Christian I. ersetzt worden. Dieser leistete keinen Widerstand, als Friedrich insbesondere auch in erheblichem Umfang in der Wetterau auf Kosten des Erzbistums und des Reiches seinen Besitz vermehrte. Dazu gehörte ausgedehnter Besitz in und um Gelnhausen und der Bau einer Pfalz dort. Als Bauleiter und Vogt von Gelnhausen stieg Hartmann von Büdingen, ein enger Vertrauter Friedrichs, zu einer der angesehensten und mächtigsten Persönlichkeiten des Reiches auf. Als sich Konrad I. nach dem Tod Christians im Jahr 1183 mit Friedrich I. versöhnte und sein zweites Pontifikat in Mainz antrat, war der Besitz des Erzbistums stark geschmälert. Im Jahre 1189 beklagte sich Konrad in einer Urkunde über die während der Amtszeit Christians erlittenen Verluste. Unter denen, über die er Klage führte, war Hartmann von Büdingen. Um sich mit dem Erzbischof auszusöhnen, übereignete er das Kloster dem Erzbischof und stattete es zuvor mit einer größeren Kirche aus. Diese könnte auch Grund für ein eiliges Bauen gewesen sein.

### Bauliche Anlage
Heute lassen sich für die Klosterkirche drei Bauphasen belegen:
- Eine Saalkirche vor 1000 n. Chr. mit einer dazugehörigen Siedlung, die zu einer kleinen Burg ausgebaut wurde. Nicht nachweisen ließ sich die zeitliche Reihenfolge, in der Kirche und Burg entstanden.
- Ende des 12. Jahrhunderts wurde ein Frauenstift gegründet und dazu die Kirche durch Verlängerung des Chores umgebaut.
- Kurz darauf wurden die Umbauarbeiten gestoppt und stattdessen eine Basilika in den typischen Formen einer rheinischen Prämonstratenser-Frauenkirche mit Nonnenempore errichtet.

Die Klosterkirche ist eine schlichte, dreischiffige, querschifflose, flach gedeckte romanische Pfeilerbasilika ohne Turm oder Dachreiter mit einer halbkreisförmigen Apsis. Weiter ist ein zweigeschossiges romanisches Wohngebäude aus dem 13. Jahrhundert mit reicher Bauzier erhalten, das lange Zeit „Nonnenhaus“ genannt wurde. Es war die südlich des Klosters gelegene Propstei. Diese beiden verbliebenen Gebäude sind heute ungenutzt und von den Jahrhunderten stark in Mitleidenschaft gezogen, zählen aber zu den bedeutendsten Bauensembles des 12. Jahrhunderts im Rhein-Main-Gebiet. Die nicht erhaltenen Konventsgebäude lagen nördlich der Kirche um einen Kreuzgang gruppiert.

### Status
Für das Erzbistum hatte das kleine Kloster durchaus Wert. Unter anderem konnte Konrad dort ein kleines Archidiakonat einrichten und damit die Macht des Archidiakonats von St. Maria ad Gradus in Mainz beschneiden. Konrad favorisierte die Prämonstratenser, da sie im Gegensatz zu den Zisterziensern kein monastischer Orden und auch nicht exempt waren. Das Stift wurde anlässlich der Schenkung in den Orden inkorporiert. Der Propst des Klosters unterstand dem Erzbischof und konnte gleichzeitig als Archidiakon wirken.
Innerhalb des Ordens unterstand das Kloster unmittelbar der Abtei Prémontré und war keine Filiation eines Männerklosters, wie sonst bei den Prämonstratensern üblich. Direkt Prémontré unterstanden Frauenklöster entweder als Restbestand eines ehemaligen Doppelklosters oder als inkorporierte, bereits bestehende Rechtsorganisation. Da Konradsdorf (entgegen allen älteren Vermutungen in der Literatur) kein Rest eines Doppelklosters gewesen sein kann, muss es als bereits bestehende Organisation in den Orden inkorporiert worden sein. Vermutlich war es zuvor, wie andere Klöster der Umgebung, ein Augustinerchorfrauenstift. Diese gingen in der Regel im Prämonstratenserorden auf. Die Herren von Büdingen hatten bereits um 950 das Kollegiatstift zu den Heiligen Martinus, Nazarius und Georgius im nahen Mockstadt als Männerkloster gegründet. Konradsdorf bildete so das Pendant dazu für Nonnen.
Konradsdorf war ein eher bescheidenes Kloster, das zur Versorgung unverheirateter Töchter des örtlichen Adels diente. Es war aber auch letzte Ruhestätte der Herren von Breuberg, von denen vier in der Zeit zwischen 1239 und 1323 Landvögte der Wetterau waren. Der Klostergründung folgten Jahrhunderte des Wohlstandes im Mittelalter. 1333 lebten in Konradsdorf 64 Schwestern und 4 Geistliche.

## Nach der Säkularisation

### Territoriale Zuordnung
Zu Anfang der Frühen Neuzeit begann ein allmählicher Niedergang des Klosters, das im Zuge der Reformation, die die gesamte Wetterau erfasste, 1581 säkularisiert wurde. Die Güter des Klosters wurden dem Amt Ortenberg zugeordnet, einem Kondominat, das von drei Landesherren aus dem Kreis der Mitglieder des Wetterauer Grafenvereins gebildet wurde. 1601 kam es zu einer Realteilung des Kondominats, wobei das ehemalige Kloster Konradsdorf, nun ein Gutshof, an die Grafschaft Hanau-Münzenberg (ab 1642 Grafschaft Hanau) fiel. Diese wiederum fiel 1736 beim Tod des letzten Hanauer Grafen, Johann Reinhard III., aufgrund eines Erbvertrages an die Landgrafschaft Hessen-Kassel. Der Landgraf tauschte das Gut gegen ein anderes mit dem Landgrafen von Hessen-Darmstadt. Es bildete dann ab 1810 einen Teil des großherzoglich-hessischen Amtes Ortenberg. 1821 bildete das Großherzogtum den Landratsbezirk Nidda, in den auch alle Teile des ehemaligen Amtes Ortenberg verschmolzen und der ab 1832 Kreis Nidda hieß. Nach der Revolution von 1848 wurde kurzzeitig der Regierungsbezirk Nidda gebildet, 1852 aber der Kreis Nidda wiederbelebt. 1874 kamen die Gebiete des ehemaligen Amtes Ortenberg zum Landkreis Büdingen, der mit der Gebietsreform in Hessen 1972 im Wetteraukreis aufging. Das ehemalige Kloster Konradsdorf wurde im Zuge der Gebietsreform in Hessen zum 1. Januar 1972 in die Stadt Ortenberg eingemeindet.

### Nutzung

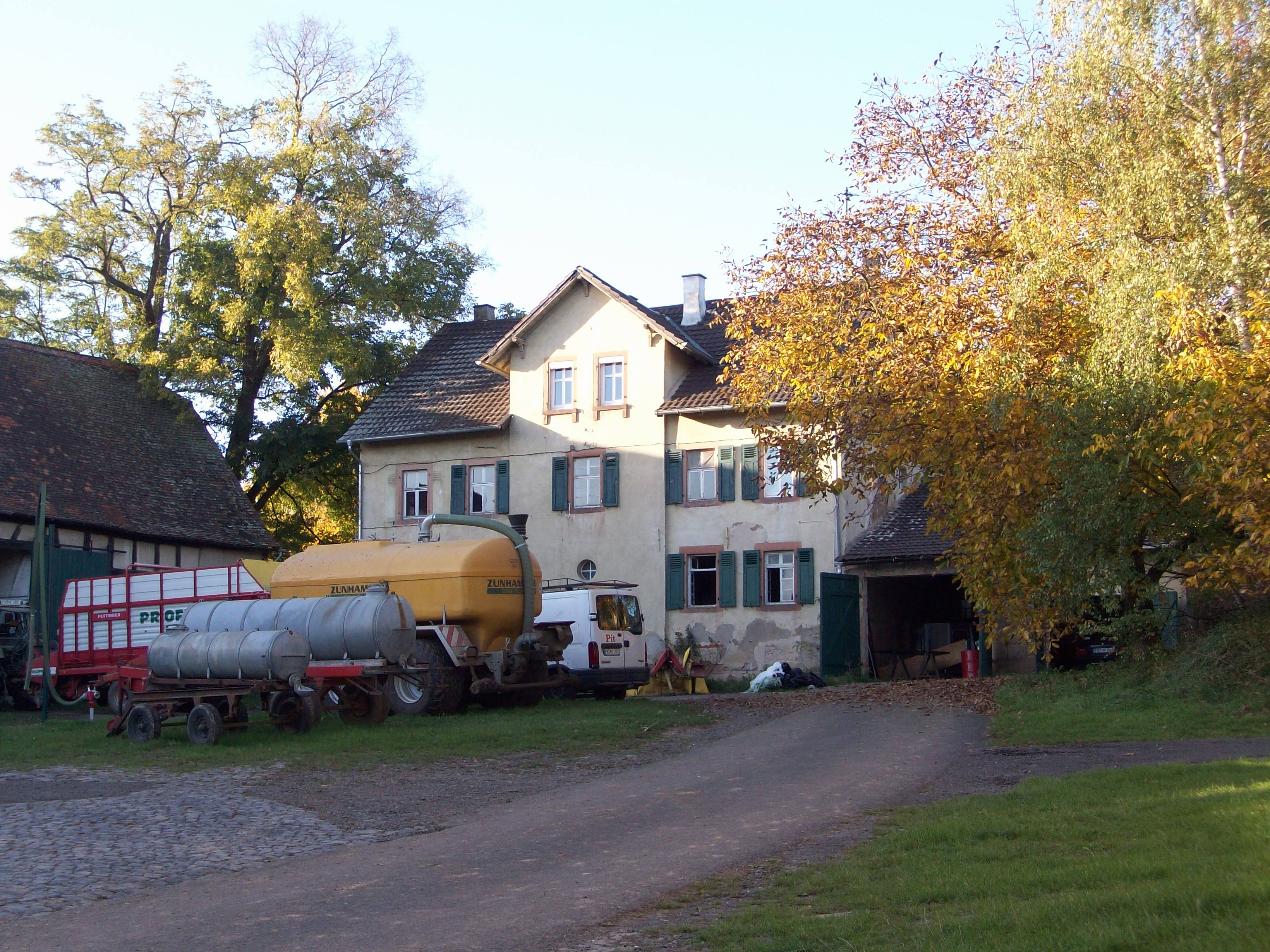
Das Wohnhaus des heutigen Guts

Im Dreißigjährigen Krieg wurde die Anlage weitgehend zerstört, der Rest landwirtschaftlich genutzt. Selbst die Kirche diente von 1781 bis etwa 1910 als Viehstall. Erst dann begannen denkmalpflegerische Bemühungen, die die Zweckentfremdung der Kirche beendeten. Nach dem Ersten Weltkrieg wurde das 118 Hektar große Gut Staatsdomäne und gehört heute dem Land Hessen. Die Reste des Klosters werden seit 1959 von der Verwaltung der Staatlichen Schlösser und Gärten Hessen betreut. Die kunst- und kulturhistorisch wichtige Anlage hat überregionale Bedeutung. Auf der Website der Schlösserverwaltung ist zu den Besichtigungsmöglichkeiten zu lesen: Die beiden Gebäude seien „aus dem Domänenbetrieb herausgenommen und der Öffentlichkeit zugänglich. […] [Es] wird gebeten, auf den landwirtschaftlichen Betrieb Rücksicht zu nehmen und außerhalb des Hofes zu parken.“

## Wiederherstellung der Klosteranlage seit 2016
Die Anlage war im Januar 2015 so weit verfallen, dass eine Besichtigung lediglich von den herumführenden Wegen erlaubt war. Das Land Hessen kündigte die Instandsetzung der leerstehenden Anlage an. Am 22. Juni 2023 wurde das Gelände mit Klosterkirche und Propstei nach aufwändigen Instandsetzungs- und Renovierungsarbeiten feierlich neu eröffnet. Seit 2016 wurden ca. 6 Millionen Euro investiert für Erforschung und denkmalgerechte Wiederherstellung der Gebäude- und Außenanlage. Die Leitung der Maßnahmen lag bei der Verwaltung der Schlösser und Gärten Hessen. Neben der Burg Münzenberg und der Kaiserpfalz Gelnhausen ist dies das dritte herausragende Objekt staufischer Baukunst in diesem Teil Hessens. 
Die Gebäude wurden statisch-konstruktiv gesichert, die Bausubstanz konserviert bzw. restauriert. Bei diesen Maßnahmen wurden in der Klosterkirche Teile eines rötlichen Wandverputzes und Reste von Wandmalereien entdeckt. Das zerstörte Nordseitenschiff erhielt eine neue Überdachung. Gesichert wurden damit archäologische Befunde und ein stabiles Raumklima gewährleistet.
Im zweigeschossigen Propsteigebäude wurden im Obergeschoss zwei bisher vermauerte romanische Öffnungen freigelegt, originale Zugänge erschlossen, nachträgliche Öffnungen im Bauwerk geschlossen. Zu den neu gewonnenen Erkenntnissen zählt, dass der sakrale Bereich mit qualitativ hochwertigen Säulenkapitellen und Malerei ausgestattet war. Das romanische Portal der Propstei wurde wiederentdeckt. Im Kellergeschoss fanden sich Grundmauern eines Vorgängerbaus. Eine Dauerausstellung präsentiert die Geschichte des Klosters Konradsdorf.